# 浜友A.L.
株式会社浜友A.L.（はまともエーエル）は、静岡県浜松市中央区に本社を置く日本の企業。2023年（令和5年）7月1日（登記上は同年7月3日）に浜友観光株式会社（はまともかんこう）から社名変更した。

## 概要
静岡県および関東地方・関西地方においてパチンコホール「楽園」グループを展開する。店舗数は25店舗（2018年11月時点）。
さいたま市大宮区には全国最大級の規模を有する全3030台を置く楽園大宮店がある。

### RAKUUN
パチンコ店「楽園」を核とし、各種施設を配置した複合商業施設。
- 南越谷RAKUUN（埼玉県越谷市、旧南越谷OPA）
- 沼津RAKUUN（静岡県沼津市、旧西武百貨店沼津店新館）
- 大宮RAKUUN（埼玉県さいたま市大宮区、旧大宮ロフト）
- 相模原RAKUUN（神奈川県相模原市中央区）

### 沿革

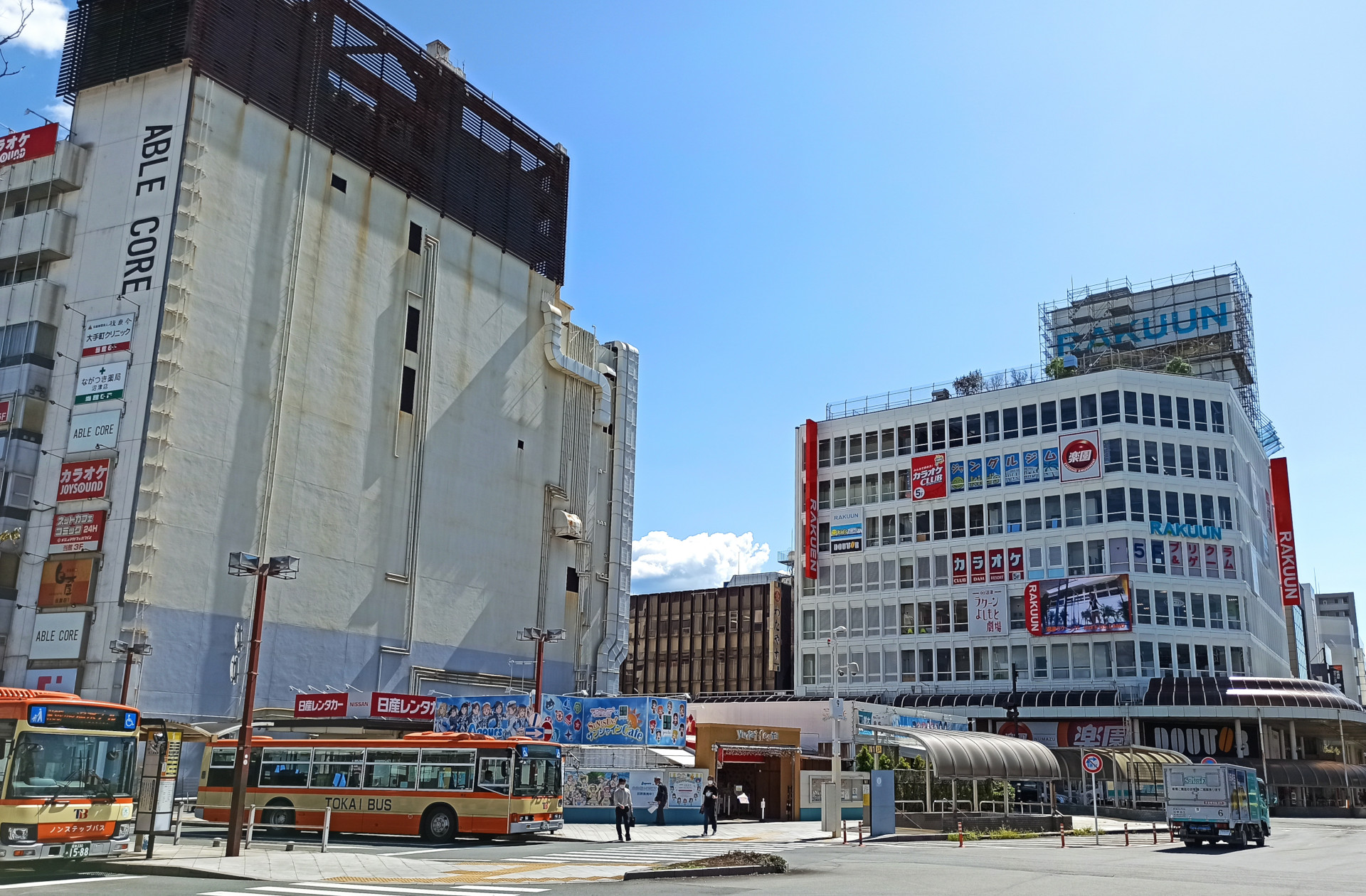
沼津RAKUUN（右奥）

- 1966年 8月 - 創業、1号店を浜松市内にオープン。
- 1970年 4月 - 有限会社浜友商事設立。
- 1970年 7月 - 株式会社幸栄土地開発設立。
- 1998年 4月 - 関東地方に進出（港北インター店）
- 2000年 8月 - 本社を新築移転。
- 2010年 8月 - 東京本部を開設。
- 2013年10月 - 『今夜もドル箱V』の一社提供スポンサーとなる。
- 2014年 3月 - 東京都国分寺市に対する出店妨害訴訟で和解[1]。
- 2014年 4月 - 浜友商事を有限会社から株式会社に組織変更。
- 2014年 7月 - 沼津と大宮に吉本興業と共同で「ラクーンよしもと劇場」を開業[2][3]。
- 2015年11月 - 関西地方に進出、なんば店をオープン[4]。
- 2019年5月 - 「イージーステイ大宮」をオープンし、ホテル事業に進出。
- 2023年7月 - 浜友観光株式会社から浜友A.L.に社名変更[5]。

## ラクーンよしもと劇場
2014年7月にオープンした、「沼津RAKUUN」「大宮RAKUUN」内にある吉本興業の常設劇場。
沼津には、富士彦（元・おはよう。）、さこリッチ（元・ちゅ～りっぷ）、ぬまんづらが沼津市住みます芸人として在籍しているほか、2020年8月に同劇場での常連芸人で構成される「沼津セブン海賊団」が結成された。現メンバーは、おしみんまる（元 犬の心・押見）が相談役（元リーダー）、ぬまんづ（恥マシーンから改名）を船長（リーダー）に、THIS IS パン、そいつどいつ、サンシャイン、アイロンヘッド、クロスバー直撃、ゆにばーす。
大宮では、2014年11月に同劇場を拠点に活動する芸人で構成される「大宮セブン」と、2022年4月に同劇場での常連芸人を中心に構成される「オーミヤンズ5」が結成された。
「大宮セブン」の現メンバーは囲碁将棋、GAG、すゑひろがりず、タモンズ、マヂカルラブリー、ジェラードン、コマンダンテ。「オーミヤンズ5」のメンバーはデニス、ダンビラムーチョ、入間国際宣言、素敵じゃないか、ネイチャーバーガー。

## グループ会社
- 株式会社浜友E.F.（旧：株式会社浜友商事）- 浜友グループの統括会社
- 江戸前汽船株式会社 - 屋形船の運航
- 株式会社幸栄土地開発 - 不動産事業
- 株式会社東京コミックコンベンション - 東京コミコンの運営
- 株式会社Sports AI - スポーツ分野におけるAI事業
- 遠州山中酒造株式会社（掛川市） - 酒造業
- 株式会社千鳥観光汽船（沼津市） - 沼津港、三津港での遊覧船の運航。
- 2.5次元プロジェクト合同会社 - 刀剣乱舞コラボカフェの運営（2021年清算）